# Маллотус метельчатый
Маллотус метельчатый (лат. Mallotus paniculatus) — вид деревянистых растений рода Маллотус (Mallotus) семейства Молочайные (Euphorbiaceae).

## Ботаническое описание

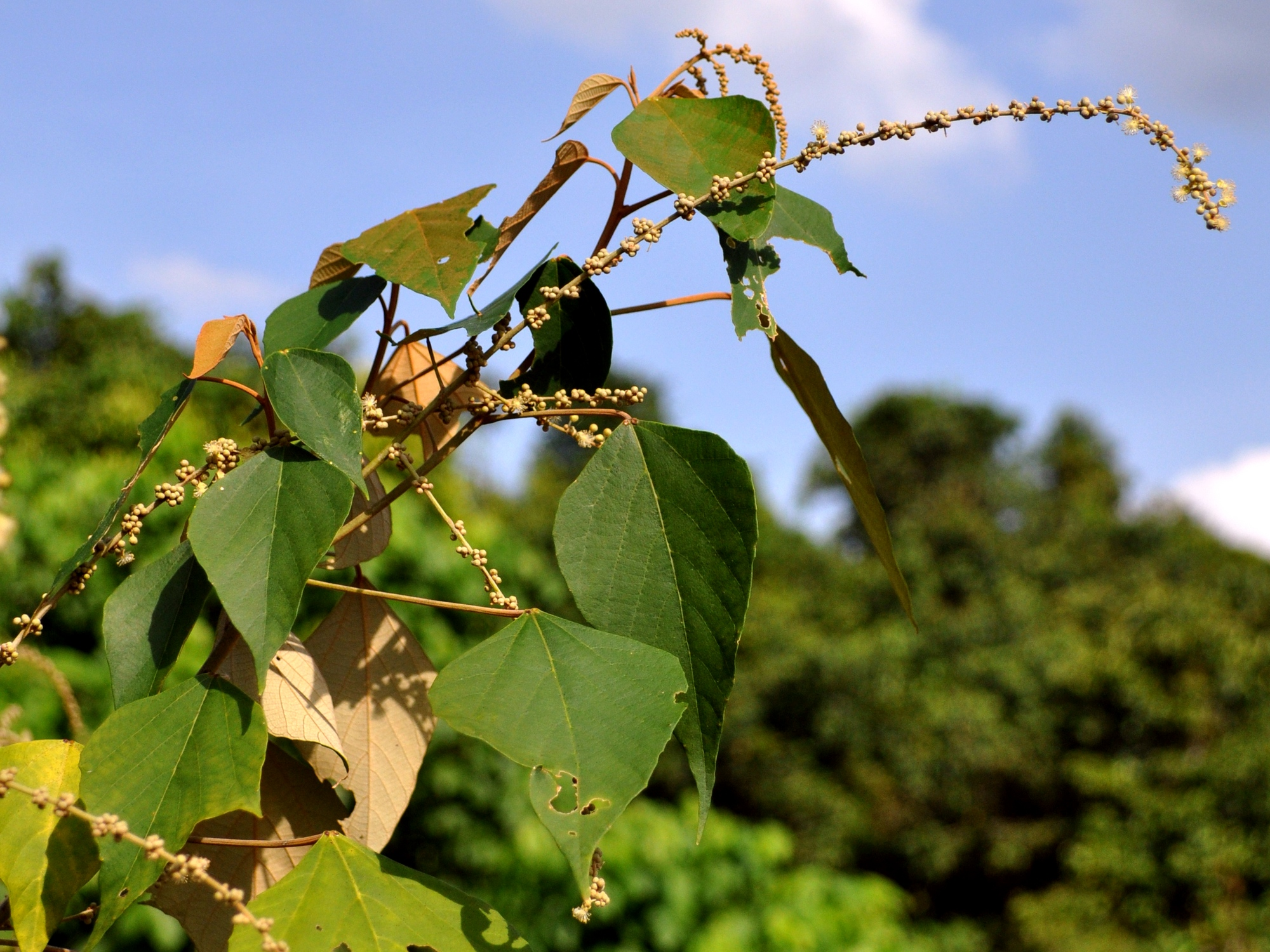
Ветвь с мужскими цветками

Листопадное кустовидное дерево, 3—15 м высотой. Крона ярусовидная, снизу оголённая. Кора коричневато-серая, мелкотрещиноватая. Ветви красноватые, звёздчато-опушённые. Листорасположение очередное. Листья округло-ромбические, яйцевидные или треугольно-яйцевидные, часто 1—3-лопастные или 3-заострённые, 5—15 × 3—12 см. Цельнокрайные, с 3—5 пальчато расходящимися базальными жилками. Вершина заостренная, основание клиновидное либо округлое, с 2 крупными железами. Сверху листья тёмно-зелёные, снизу светлее, звёздчато-опушённые по жилкам. Черешок 2—15 см.
Мужские и женские соцветия разветвленные, метёлки — 10—25 см длиной. Желтоватые мужские цветки до 3 мм длиной, собраны в пучки по 2—7 в пазухах прицветников. Чашелистиков 3. Тычинок 50—60. Женские цветки 2—3 мм, с 4 или 5 чашелистиками. Соплодия 16 × 3 см, с характерным бальзамическим ароматом. Плод — шиповатая коробочка около 10 мм в диаметре, содержит 3-4 гладких чёрных сплюснуто-шаровидных семени 3 мм в диаметре.

## Распространение и экология
Естественно произрастает в зарослях вторичных лесов по хребтам и склонам, на гарях, по берегам ручьёв, обочинам дорог, на высоте 100—1300 м над уровнем моря в Китае, Индии, Юго-Восточной Азии и Австралии.